# Michael Shmerkin
Michael (Misha) Shmerkin (Odessa, 5 februari 1970) was een kunstschaatser die voor de Sovjet-Unie en Israël uitkwam.
Hij werd geboren in de Sovjet-Unie en kwam voor dit land uit in enkele internationale wedstrijden, waaronder viermaal bij de WK voor junioren (1985-1988). Het feit dat hij van Joodse afkomst was hield zijn voortgang tegen en zijn familie emigreerde naar Israël. Hij was de eerste kunstschaatser die Israël vertegenwoordigde op Olympische Spelen en de Wereldkampioenschappen. In 1994 en 1998 nam hij deel aan de OS en aan het WK nam hij achtmaal deel, aan de Europese kampioenschappen nam hij vijfmaal deel. 

## Belangrijke resultaten
| Kampioenschap           | 1993 | 1994 | 1995 | 1996 | 1997 | 1998 | 1999 | 2000 | 2001 | 2002 |
| ----------------------- | ---- | ---- | ---- | ---- | ---- | ---- | ---- | ---- | ---- | ---- |
| Olympische Spelen       |      | 16e  |      |      |      | 18e  |      |      |      |      |
| Wereldkampioenschap     | 19e  | 14e  | 11e  | 11e  | 15e  | 15e  |      | kw.  | kw.  |      |
| Europees Kampioenschap  |      |      |      |      | 14e  | 13e  |      | 19e  | 20e  | 25e  |
| Nationaal Kampioenschap |      |      |      | Goud | Goud | Goud |      | Goud | Goud | Goud |